# Toledo (Córdova)
Toledo é um município da província de Córdova, na Argentina.